# Мансурова, Мария Николаевна
Мария Николаевна Мансурова, урождённая княжна Долгорукова (8 (20) июля 1833 — 29 января (11 февраля) 1914, Рига) — русская благотворительница, меценатка, супруга члена Государственного совета Российской Империи Б. П. Мансурова. С 25 ноября 1878 года кавалерственная дама ордена Святой Екатерины малого креста.

## Биография
Родилась в 1833 году в семье обер-гофмаршал князя Николая Васильевича Долгорукова (1789—1872) и княжны Екатерины Дмитриевны Голицыной (1801—1881). По отцу была правнучкой князя В. В. Долгорукова-Крымского, по матери — «усатой княгини». Получила домашнее образование. В молодости была девушкой милой, любезной и много способствовала к оживлению воскресных вечеров в родительском доме на Гагаринской набережной.
В 1859 году, после двух отказов, вышла замуж за Бориса Павловича Мансурова. До 1886 года проживала вместе со своими двумя дочерьми — Екатериной и Наталией, в Москве, принимая живое участие в делах благотворительности. Состоя членом церковно-приходского попечительства Пименовской церкви, они знали всех бедняков своего прихода, посещали их жилища, вникали в их нужды экономические, семейные, религиозно-нравственные и просветительные, помогали им делом и словом назидания, ходатайствовали перед другими благотворителями.
Поселившись в Риге в 1886 году, они и сюда перенесли свою благотворительную деятельность. Мария Николаевна приняла под своё покровительство женскую следственную тюрьму в Риге, и оказывая материальную помощь, неизменно спешила сюда по воскресным и праздничным дням, ещё и со словом назидания, вразумления и ободрения. Также приняла участие в заботах о благоустроении приюта для детей арестантов и осужденных уже преступников.
29 января 1889 года ею открыта была в Риге первая русская воскресная школа для девочек, 1 мая 1891 года было положено основание приюта для бедных девочек иногородних родителей, а в 1892 году по просьбе дочери Марии Николаевны Мансуровой — Екатерины, в Риге была учреждена православная Свято-Троицкая женская община.
Скончалась 29 января 1914 года в Риге и погребена в крипте Троицкого собора женского монастыря рядом с супругом.

## Семья
Муж — Борис Павлович Мансуров (1828—1910), государственный статс-секретарь, действительный статский советник. Дети:
- Павел (1860—1932), директор Московского главного архива иностранных дел, отец С. П. Мансурова.
- Екатерина (схиигуменья Сергия) (22.05.1861, Ницца — 16.03.1927[5], Рига) — фрейлина, с 1901 года монахиня (затем схиигуменья) Сергия, основательница и настоятельница Рижского Свято-Троице-Сергиева монастыря и Спасо-Преображенской пустыни вблизи Елгавы[6].
- Эммануил (11.06.1863— ?) — служил в лейб-гвардии Семёновском полку.
- Николай (11.11.1865—05.11.1866[7]), умер от зубов, похоронен в Воскресенском женском монастыре.
- Наталия (30.6.1868—31.3.1935 (или март 1934, Геническ)) — фрейлина. Кавалерственная дама ордена Святой Екатерины малого креста (1878); с 19 ноября 1901 года монахиня Иоанна, основательница Елгавской Преображенской пустыни.[8].